# Godzilla – monstret från havet
Godzilla – monstret från havet (japanska: ゴジラ, Gojira) är en japansk kaijufilm som hade biopremiär i Japan den 3 november 1954 i regi av Ishiro Honda. Detta är den första filmen om det klassiska filmmonstret Godzilla.

## Handling
Filmen, producerad i svart/vitt, handlar om ett enormt, förhistoriskt monster som störs av att amerikaner testar atombomber i Stilla havet. Den radioaktiva strålningen har gjort att Godzilla har muterats, och därmed blivit större, och fått egenskapen att kunna spruta en kraftig radioaktiv eldstråle ur munnen. Monstret attackerar flera skepp, innan den kommer i land i Tokyo och förstör hela staden, utan att någon kan stoppa den. Godzilla besegras slutligen av att en japansk vetenskapsman, som heter Serizawa (Akihiko Hirata), använder ett undervattenvapen, syreförstöraren, för att döda den. Han tar själv sitt liv med hjälp av detta vapen, för han är säker på att hans uppfinning är för fruktansvärd för att användas av mänskligheten. Filmen slutar med att alla är glada, men en av karaktärerna yttrar orden "Det kommer att sprängas fler atombomber, och då kommer det fler Godzillor."

## Medverkande (urval)
- Akira Takarada - Hideto Ogata
- Momoko Kōchi - Emiko Yamane
- Akihiko Hirata - Daisuke Serizawa-hakase
- Takashi Shimura - Kyohei Yamane-hakase
- Haruo Nakajima - Godzilla
- Ishiro Honda - kraftverksarbetare (handen som slår om strömbrytaren) (ej krediterad)

## Om filmen
- Filmen är inspelad i Toba och Tokyo.
- Scenerna när trupperna lämnar kusten för att möta Godzilla är riktiga japanska försvarstrupper som filmades när de var på manöver.
- Godzilla-dräkten var mycket tung och svår att se i. Haruo Nakajima svettades ungefär en kopp svett.
- Filmen hade Sverigepremiär den 28 januari 1957, med en åldersgräns på 15 år.[2]

## Utmärkelser
- 2007 - Saturn Award - Bästa klassiska film utgiven på DVD

### Fotnoter
1. ↑  ”Godzilla”. http://www.imdb.com/title/tt0047034/releaseinfo?ref_=tt_ov_inf. Läst 19 september 2016.
2. ↑  ”Gojira”. Svensk filmdatabas. 28 januari 1954. http://www.sfi.se/sv/svensk-filmdatabas/Item/?type=MOVIE&itemid=34147. Läst 5 augusti 2011.